# Patanga succincta
Patanga succincta, châu chấu Bombay, là một loài châu chấu được tìm thấy ở Ấn Độ và Đông Nam Á. Nó thường là một loài côn trùng đơn độc, và chỉ ở Ấn Độ, nó mới có hành vi di chuyển theo bầy đàn. Dịch cuối cùng của loài châu chấu này ở Ấn Độ từ năm 1901 đến 1908 và không có bất kỳ dịch châu chấu nào kể từ năm 1927. Người ta cho rằng hành vi của côn trùng đã thay đổi do sự thay đổi tập quán trong sử dụng đất nông nghiệp.

## Miêu tả
Mới nở thiếu trùng châu chấu Bombay này có màu xanh với những đốm đen. Sau khi chúng lớn lên và rụng da nhiều lần, chúng trở nên biến đổi nhiều hơn về màu sắc. Một số có màu xanh lá cây đơn giản, và một số khác có màu nâu cam hoặc xanh lục với một đốm đen ở gốc của mỗi cánh. Những con trưởng thành chưa trưởng thành lúc đầu có màu nâu nhạt với một dải lưng màu vàng và một prothorax màu tối với hai dải màu nhạt bên. Sau sáu đến tám tuần, màu sắc chung trở nên đậm hơn và chuyển sang màu đỏ hồng, đặc biệt đáng chú ý ở cánh sau. Khi châu chấu trưởng thành vào năm sau, chúng chuyển sang màu nâu sẫm.

## Phân bố và sinh cảnh
Châu chấu Bombay được tìm thấy ở Ấn Độ, Tây Nam Á và Đông Nam Á. Phạm vi của nó kéo dài từ Ấn Độ và Pakistan đến Thái Lan, Malaysia, Việt Nam, Nhật Bản, Philippines và Indonesia. Môi trường sinh sản điển hình của nó là đồng bằng cỏ và đồng cỏ cứng, bụi bặm với cây bụi và cây rải rác ở độ cao lên tới khoảng 1.500 mét (4.900 ft). Ở Ấn Độ, nơi hành vi bay theo bầy đàn là phổ biến tại một thời điểm trong quá khứ, đã không có bất kỳ bầy đàn nào kể từ năm 1927; người ta cho rằng điều này là do sự thay đổi sử dụng đất, với các khu vực đồng cỏ mà trước đây nó được sử dụng để sinh sản phần lớn đang được canh tác. Ở một số khu vực khác trong phạm vi của nó, nơi châu chấu không hình thành bầy đàn, nó đã trở thành một loài gây hại địa phương quan trọng sau khi phá rừng.